# Stamboom Alexandrine Augusta van Mecklenburg-Schwerin
Dit is de stamboom van Alexandrine Augusta van Mecklenburg-Schwerin (1879-1952).
| Stamboom Alexandrine Augusta van Mecklenburg-Schwerin (1879-1952)                       | Stamboom Alexandrine Augusta van Mecklenburg-Schwerin (1879-1952)                                            | Stamboom Alexandrine Augusta van Mecklenburg-Schwerin (1879-1952)                                            | Stamboom Alexandrine Augusta van Mecklenburg-Schwerin (1879-1952)                                            | Stamboom Alexandrine Augusta van Mecklenburg-Schwerin (1879-1952)                                            | Stamboom Alexandrine Augusta van Mecklenburg-Schwerin (1879-1952)                                            | Stamboom Alexandrine Augusta van Mecklenburg-Schwerin (1879-1952)                                            | Stamboom Alexandrine Augusta van Mecklenburg-Schwerin (1879-1952)                                            | Stamboom Alexandrine Augusta van Mecklenburg-Schwerin (1879-1952)                                            | Stamboom Alexandrine Augusta van Mecklenburg-Schwerin (1879-1952)                                            | Stamboom Alexandrine Augusta van Mecklenburg-Schwerin (1879-1952)                                            | Stamboom Alexandrine Augusta van Mecklenburg-Schwerin (1879-1952)                                            | Stamboom Alexandrine Augusta van Mecklenburg-Schwerin (1879-1952)                                            | Stamboom Alexandrine Augusta van Mecklenburg-Schwerin (1879-1952)                                            | Stamboom Alexandrine Augusta van Mecklenburg-Schwerin (1879-1952)                                            | Stamboom Alexandrine Augusta van Mecklenburg-Schwerin (1879-1952)                                            | Stamboom Alexandrine Augusta van Mecklenburg-Schwerin (1879-1952)                                            |
| --------------------------------------------------------------------------------------- | --- | --- | --- | --- | --- | --- | --- | --- | --- | --- | --- | --- | --- | --- | --- | --- |
| Grootouders                                                                             | Frederik Frans II van Mecklenburg-Schwerin (1823-1883) x 1849 Anastasia Michailovna (1822-1862)              | Frederik Frans II van Mecklenburg-Schwerin (1823-1883) x 1849 Anastasia Michailovna (1822-1862)              | Frederik Frans II van Mecklenburg-Schwerin (1823-1883) x 1849 Anastasia Michailovna (1822-1862)              | Frederik Frans II van Mecklenburg-Schwerin (1823-1883) x 1849 Anastasia Michailovna (1822-1862)              | Frederik Frans II van Mecklenburg-Schwerin (1823-1883) x 1849 Anastasia Michailovna (1822-1862)              | Frederik Frans II van Mecklenburg-Schwerin (1823-1883) x 1849 Anastasia Michailovna (1822-1862)              | Frederik Frans II van Mecklenburg-Schwerin (1823-1883) x 1849 Anastasia Michailovna (1822-1862)              | Frederik Frans II van Mecklenburg-Schwerin (1823-1883) x 1849 Anastasia Michailovna (1822-1862)              | Michaël Nikolajevitsj van Rusland (1832-1909) x 1857 Cecilia van Baden (1839-1891)                           | Michaël Nikolajevitsj van Rusland (1832-1909) x 1857 Cecilia van Baden (1839-1891)                           | Michaël Nikolajevitsj van Rusland (1832-1909) x 1857 Cecilia van Baden (1839-1891)                           | Michaël Nikolajevitsj van Rusland (1832-1909) x 1857 Cecilia van Baden (1839-1891)                           | Michaël Nikolajevitsj van Rusland (1832-1909) x 1857 Cecilia van Baden (1839-1891)                           | Michaël Nikolajevitsj van Rusland (1832-1909) x 1857 Cecilia van Baden (1839-1891)                           | Michaël Nikolajevitsj van Rusland (1832-1909) x 1857 Cecilia van Baden (1839-1891)                           | Michaël Nikolajevitsj van Rusland (1832-1909) x 1857 Cecilia van Baden (1839-1891)                           |
| Ouders                                                                                  | Frederik Frans III van Mecklenburg-Schwerin (1851-1897) x 1879 Anastasia Michajlovna van Rusland (1860-1922) | Frederik Frans III van Mecklenburg-Schwerin (1851-1897) x 1879 Anastasia Michajlovna van Rusland (1860-1922) | Frederik Frans III van Mecklenburg-Schwerin (1851-1897) x 1879 Anastasia Michajlovna van Rusland (1860-1922) | Frederik Frans III van Mecklenburg-Schwerin (1851-1897) x 1879 Anastasia Michajlovna van Rusland (1860-1922) | Frederik Frans III van Mecklenburg-Schwerin (1851-1897) x 1879 Anastasia Michajlovna van Rusland (1860-1922) | Frederik Frans III van Mecklenburg-Schwerin (1851-1897) x 1879 Anastasia Michajlovna van Rusland (1860-1922) | Frederik Frans III van Mecklenburg-Schwerin (1851-1897) x 1879 Anastasia Michajlovna van Rusland (1860-1922) | Frederik Frans III van Mecklenburg-Schwerin (1851-1897) x 1879 Anastasia Michajlovna van Rusland (1860-1922) | Frederik Frans III van Mecklenburg-Schwerin (1851-1897) x 1879 Anastasia Michajlovna van Rusland (1860-1922) | Frederik Frans III van Mecklenburg-Schwerin (1851-1897) x 1879 Anastasia Michajlovna van Rusland (1860-1922) | Frederik Frans III van Mecklenburg-Schwerin (1851-1897) x 1879 Anastasia Michajlovna van Rusland (1860-1922) | Frederik Frans III van Mecklenburg-Schwerin (1851-1897) x 1879 Anastasia Michajlovna van Rusland (1860-1922) | Frederik Frans III van Mecklenburg-Schwerin (1851-1897) x 1879 Anastasia Michajlovna van Rusland (1860-1922) | Frederik Frans III van Mecklenburg-Schwerin (1851-1897) x 1879 Anastasia Michajlovna van Rusland (1860-1922) | Frederik Frans III van Mecklenburg-Schwerin (1851-1897) x 1879 Anastasia Michajlovna van Rusland (1860-1922) | Frederik Frans III van Mecklenburg-Schwerin (1851-1897) x 1879 Anastasia Michajlovna van Rusland (1860-1922) |
| Alexandrine Augusta van Mecklenburg-Schwerin (1879-1952) x1898 Christiaan X (1870-1947) | | | | | | | | | | | | | | | | |
| Kinderen                                                                                | Frederik IX (1899–1972) x 1935 Ingrid van Zweden (1910-2000)                                                 | Frederik IX (1899–1972) x 1935 Ingrid van Zweden (1910-2000)                                                 | Frederik IX (1899–1972) x 1935 Ingrid van Zweden (1910-2000)                                                 | Frederik IX (1899–1972) x 1935 Ingrid van Zweden (1910-2000)                                                 | Frederik IX (1899–1972) x 1935 Ingrid van Zweden (1910-2000)                                                 | Frederik IX (1899–1972) x 1935 Ingrid van Zweden (1910-2000)                                                 | Frederik IX (1899–1972) x 1935 Ingrid van Zweden (1910-2000)                                                 | Frederik IX (1899–1972) x 1935 Ingrid van Zweden (1910-2000)                                                 | Frederik IX (1899–1972) x 1935 Ingrid van Zweden (1910-2000)                                                 | Frederik IX (1899–1972) x 1935 Ingrid van Zweden (1910-2000)                                                 | Frederik IX (1899–1972) x 1935 Ingrid van Zweden (1910-2000)                                                 | Knoet Christiaan (1900–1976) x 1933 Caroline Mathilde (1912-1995)                                            | Knoet Christiaan (1900–1976) x 1933 Caroline Mathilde (1912-1995)                                            | Knoet Christiaan (1900–1976) x 1933 Caroline Mathilde (1912-1995)                                            | Knoet Christiaan (1900–1976) x 1933 Caroline Mathilde (1912-1995)                                            | Knoet Christiaan (1900–1976) x 1933 Caroline Mathilde (1912-1995)                                            |
| Kleinkinderen                                                                           | Margrethe II (1940) x 1967 Henri de Laborde de Monpezat (1934)                                               | Margrethe II (1940) x 1967 Henri de Laborde de Monpezat (1934)                                               | Margrethe II (1940) x 1967 Henri de Laborde de Monpezat (1934)                                               | Benedikte (1944) x 1968 Richard zu Sayn-Wittgenstein-Berleburg (1934)                                        | Benedikte (1944) x 1968 Richard zu Sayn-Wittgenstein-Berleburg (1934)                                        | Benedikte (1944) x 1968 Richard zu Sayn-Wittgenstein-Berleburg (1934)                                        | Anne Marie (1946) x 1964 Constantijn II (1940)                                                               | Anne Marie (1946) x 1964 Constantijn II (1940)                                                               | Anne Marie (1946) x 1964 Constantijn II (1940)                                                               | Anne Marie (1946) x 1964 Constantijn II (1940)                                                               | Anne Marie (1946) x 1964 Constantijn II (1940)                                                               | Elisabeth (1935)                                                                                             | Ingolf (1940) x 1968 Inge Terney (1938-1996)                                                                 | Christian (1942-2013) x 1971 Anne Dorte Maltoft-Nielsen (1947-2014)                                          | Christian (1942-2013) x 1971 Anne Dorte Maltoft-Nielsen (1947-2014)                                          | Christian (1942-2013) x 1971 Anne Dorte Maltoft-Nielsen (1947-2014)                                          |
| Achterkleinkinderen                                                                     | Frederik (1968) x 2004 Mary Donaldson (1972)                                                                 | Joachim (1969)                                                                                               | Joachim (1969)                                                                                               | Gustav (1969)                                                                                                | Alexandra (1970) x 1998 Jefferson-Friedrich van Pfeil en Klein-Ellguth (1967)                                | Nathalie (1975) x 2010 Alexander Johannsmann (1977)                                                          | Alexia (1965) x 1999 Carlos Morales Quintana (1970)                                                          | Paul (1967) x 1999 Marie-Chantal Miller (1968)                                                               | Nikolaos (1969) x 2010 Tatiana Blatnik (1980)                                                                | Theodora (1983)                                                                                              | Philippos (1986)                                                                                             | - | - | Camilla (1972) x 1998 Thomas Christian Schmidt (1970)                                                        | Josephine (1972) x 1995 Mikael John Rosanes (1952)                                                           | Feodora (1975) x 2008 Morten Rønnow (1968)                                                                   |
| Achterkleinkinderen                                                                     | Frederik (1968) x 2004 Mary Donaldson (1972)                                                                 | x 1995 Alexandra Christina Manley (1964)                                                                     | x 2008 Marie Cavallier (1976)                                                                                | Gustav (1969)                                                                                                | Alexandra (1970) x 1998 Jefferson-Friedrich van Pfeil en Klein-Ellguth (1967)                                | Nathalie (1975) x 2010 Alexander Johannsmann (1977)                                                          | Alexia (1965) x 1999 Carlos Morales Quintana (1970)                                                          | Paul (1967) x 1999 Marie-Chantal Miller (1968)                                                               | Nikolaos (1969) x 2010 Tatiana Blatnik (1980)                                                                | Theodora (1983)                                                                                              | Philippos (1986)                                                                                             | - | - | Camilla (1972) x 1998 Thomas Christian Schmidt (1970)                                                        | Josephine (1972) x 1995 Mikael John Rosanes (1952)                                                           | Feodora (1975) x 2008 Morten Rønnow (1968)                                                                   |
| Betachterkleinkinderen                                                                  | Christian (2005) Isabella (2007) Vincent (2011) Josephine (2011)                                             | Nicolai (1999) Felix (2002)                                                                                  | Henrik (2009) Athena (2012)                                                                                  | - | Friedrich (1999) Ingrid (2003)                                                                               | Konstantin (2010)                                                                                            | Arrietta (2002) Ana Maria (2003) Carlos Morales y de Grecia (2005) Amelia (2007)                             | Maria (1996) Constantijn (1998) Achilleas (2000) Odysseas (2004) Aristidis (2008)                            | - | - | - | - | - | Julius (2001) Clara (2004)                                                                                   | Anastasia (1997) Ludwig (2000) Leopold (2005) Theodor (2008)                                                 | Caroline-Mathilde (2009)                                                                                     |